# Лёгкая рука
«Лёгкая рука» (эст. Supernoova) — советский цветной художественный широкоэкранный драматический фильм 1965 года, снятый режиссёром Вельё Кяспером на киностудии «Таллинфильм», его первый художественный фильм.
Премьера фильма состоялась 3 января 1966 года в Таллине, а 7 апреля 1967 года был выпущен во всесоюзный прокат. Фильм посмотрели 4,9 млн зрителей.

## Сюжет
Молодой астроном Эрик Круус устраивается на работу в обсерваторию, руководимую профессором Канне. В то время как Эрик пытается ухаживать за известной балериной Илоной, он также начинает влюбляться в свою коллегу Малле. Во время работы в обсерватории Эрик делает открытие сверхновой звезды, однако позже выясняется, что это открытие оказалось ложным из-за ошибки. Эрик начинает понимать, что научная работа требует усердия и стремления в будущее, и он видит в профессоре Канне пример для подражания. Под влиянием профессора и его отцом, Илона возвращается на сцену, а Эрик решает продолжать свои научные исследования с новым пониманием своего дела.

## В ролях
- Аго-Эндрик Керге — Эрик Круус
- Антс Эскола — профессор Канне
- Агнесса Петерсон — Илона
- Лийна Орлова-Хермакюла — Малле
- Мати Клоорен — Вальдре

## Съёмочная группа
- Авторы сценария: Илья Авербах, Анатолий Ромов
- Режиссёр: Вельё Кяспер
- Оператор: Харри Рехе
- Художник: Халья Клаар
- Композитор: Яан Ряятс
- Звукооператор: Кади Вихалем
- Научные консультанты: Чарльз Виллман, Лаури Лууд
- Директор картины: Кулло Муст

## Русский дубляж
Русский дубляж был осуществлён киностудией «Ленфильм».
- Режиссёр дубляжа: Владимир Скворцов
- Звукооператор: Ирина Волкова

### Роли дублировали
- Владимир Костин — Эрик Круус
- Арон Подгур — профессор Канне
- Галина Теплинская — Илона
- Валентина Пугачёва — Малле
- Виктор Соколов — Вальдре

## Съёмки
Большая часть сцен фильма снималась в недавно построенной обсерватории в Тыравере.